# Pászka Lóránd
Pászka Lóránd (Kézdivásárhely, 1996. március 22. –) magyar labdarúgó, a román élvonalbeli Csíkszereda játékosa.

## Pályafutása

### Klubcsapatokban
2011-től a szegedi Grosics Akadémián az utánpótlás-csapatokban nevelkedett, ezekben 47 mérkőzésen 27-szer volt eredményes. 2013 augusztusában, 17 évesen mutatkozott be Szegeden, az NB III-as bajnokságban. Ezután a Várfürdő-Gyulai Termál FC-nél játszott, ahol 15 mérkőzésen 5 gólt szerzett. 2015 augusztusában visszatért az NB II-ben szereplő Szegedhez, ahol egészen 2019 júliusáig játszott, 90 tétmérkőzésen 2 gólt lőtt. 2019-ben a Soroksárhoz került, ahol meghatározó tagja lett a csapatnak, 77 alkalommal szerepelt az együttesében, és 6 gólt szerzett.

#### Ferencváros
2022. február 14-től a Ferencvároshoz igazolt. Április 16-án a Budapest Honvéd ellen 2–1-re megnyert idegenbeli mérkőzésen játszott először az NB I-ben. 2022. augusztus 9-én lépett pályára először nemzetközi kupamérkőzésen, a Qarabağ FK elleni hazai Bajnokok Ligája-selejtező mérkőzésen. 2023. május 6-án lőtte első gólját az NB I-ben, a Kisvárda ellen 3–0-ra végződő mérkőzésen. Május 20-án a csapata Debrecen elleni 3–1-es vereséggel végződő mérkőzésén egy tekerésből ő szerezte csapata egyetlen gólját.

#### Kecskeméti TE
2025. február 14-én a Kecskeméti TE kölcsönvette a szezon végéig.

#### FK Csíkszereda
2025. augusztus 4-én a román élvonal újoncához, az FK Csíkszereda csapatához igazolt. A Ferencvárosban 68 tétmérkőzésen három gólt szerzett, és négy alkalommal volt bajnokcsapat tagja.

## Sikerei, díjai

### Klubcsapatokban
Ferencváros
- Magyar bajnok (4): 2021–22,[9][10] 2022–23,[11] 2023–24, 2024–25
- Magyar kupagyőztes (1): 2021–22[12]
- Magyar kupa ezüstérmes (2): 2023–24[13], 2024–25